# Kikkis bästa
Kikkis bästa utkom den 27 februari 2008 och är ett dubbelt samlingsalbum av Kikki Danielsson. Det nådde som högst 15:e plats på den svenska albumlistan, vilket skedde den 20 mars 2008.
2008 var det 35 år sedan Kikki Danielsson 1973 blev sångerska i Wizex, och 30 år sedan hon slog igenom i den svenska Melodifestivalen 1978.
Albumet innehållet, förutom de väkända hitlåtarna, också mindre kända inspelningar, som Right Night for Loving (Bra vibrationer med text på engelska, vilken tidigare bara släppts utanför Sverige och inte funnits på CD. Med på samlingen finns bland annat även That'll Be the Day, en inspelning Kikki Danielsson med Wizex, vilken tidigare bara funnits på baksidan av en julpromo som Mariann Grammofon AB skickade ut 1979.
Inuti albumkonvolutet har Michael Nystås skrivit ". 

## Låtlista

### CD 1
1. Bra vibrationer
2. En timme för sent
3. 9 to 5
4. Miss Decibel (Wizex)
5. Lätta dina vingar
6. Minnet (Memory)
7. I dag & i morgon
8. Diggy Diggy Lo
9. Papaya Coconut
10. God morgon (Chips)
11. Ett hus med många rum (Roosarna)
12. Rock'n Yodel
13. När vi rör varann (Sometimes When We Touch)
14. Vem går med dig hem (Amico è), duett med Kjell Roos
15. Öppna vatten
16. En allra sista chans (Achy Breaky Heart)
17. I Love a Rainy Night
18. You Don't Have to Say You Love Me (Io che non vivo (senza te))
19. Mitt innersta rum
20. I mitt hjärta brinner lågan (med Ole Ivars)
21. En enda gång
22. Sången skall klinga
23. Väntar ännu på den morgon (Waiting for the Morning)

### CD 2
1. Dag efter dag
2. Mycke' mycke' mer
3. Hem till Norden med (Roosarna)
4. Vem é dé du vill ha
5. Ge mig sol, ge mig hav
6. Jag trodde änglarna fanns (med Ole Ivars)
7. Dagar som kommer och går
8. Cowboy Yodel Song
9. Talking in Your Sleep
10. Här är jag igen (Here You Come Again)
11. Rädda pojkar
12. Och vi hörde klockor ringa (Les trois cloches)
13. Varför är kärleken röd?
14. Amazing Grace
15. That'll Be the Day
16. Se dig i din spegel
17. Stand by Your Man
18. Flyg fri
19. Singles Bar
20. Good Year for the Roses
21. Som en sol
22. Vi låser dörren in till damernas (Let's Talk it over in the Ladies Room)
23. El Lute
24. Right Night for Loving (Bra vibrationer)

## Listplaceringar
| Lista (2008) | Topplacering |
| ------------ | ------------ |
| Sverige      | 15           |